# Picnoseus xanthopterus
Picnoseus xanthopterus là một loài bọ cánh cứng trong họ Meloidae. Loài này được Gemminger miêu tả khoa học năm 1870.